# Robert of Thwing (Ritter, † zwischen 1172 und 1199)
Robert of Thwing (auch Robert II of Thwing oder Thweng) († zwischen 1172 und 1199) war ein englischer Ritter.

## Leben
Robert of Thwing entstammte der nordenglischen Familie Thwing. Er war ein Sohn von Robert I of Thwing. Vor 1166 hatte er die Besitzungen seines Vaters geerbt und besaß als Vasall von William de Percy Besitzungen mit einer Knight’s fee in Legsby, Holtham und Ludford in Lincolnshire. Vermutlich war er als Vasall von Adam de Brus auch Besitzer von Thwing im östlichen Yorkshire. Robert II heiratete Emma Darel, die zusammen mit ihren beiden Schwestern nach dem Tod ihres Bruders Duncan Darel dessen Besitzungen bei Lund im östlichen Yorkshire erbte. Durch dieses Erbe wurde Thwing Vasall der Bischöfe von Durham. Er schenkte Sixhills Priory in Lincolnshire Grundbesitz und die Rechte an der Kirche von Legsby.
Robert of Thwing starb spätestens 1199. Sein Erbe wurde sein Sohn Marmaduke I of Thwing († nach 1234).